# HD 200245
HD 200245，又名CD-2817077，SAO 189966、HR 8050，是一颗恒星，视星等为6.25，位于銀經18.25，銀緯-39.83，其B1900.0坐标为赤經20h 57m 12.4s，赤緯-28° -39.83′ 29″。